# 멜라노타이니아과
멜라노타이니아과(Melanotaeniidae)는 색줄멸목에 속하는 조기어류과의 하나이다. 작고, 화려한 민물 고기로 오스트레일리아 북부와 동부 지역, 뉴기니섬의 센데라와시만, 라자암팟 제도에서 발견된다. 가장 큰 속 멜라노타이니아속(Melanotaenia)의 학명은 "검은색(black)"을 의미하는 고대 그리스어 "멜라노"(melano)와 "줄무늬 모양(banded)"을 의미하는 "타이니아(taenia)"의 합성어에서 유래했다.

## 하위 속
- Cairnsichthys
- Chilatherina
- Glossolepis
- Iriatherina
- Melanotaenia
- Pelangia
- Rhadinocentrus